# Örtrittjärnen (Malungs socken, Dalarna, 674187-140026)
Örtrittjärnen är en sjö i Malung-Sälens kommun i Dalarna och ingår i Dalälvens huvudavrinningsområde.